# David Hendry
Sir David Forbes Hendry (Nottingham,6 de março de 1944) é um econometrista britânico.
Uma de suas teorias sugere que a escolha do melhor número de defasagens a ser utilizado deve ser feita gradativamente, partindo-se de um modelo bem geral e, a partir de vários testes, ir estreitando o alcance do modelo na análise final.